# افتقار سكاني

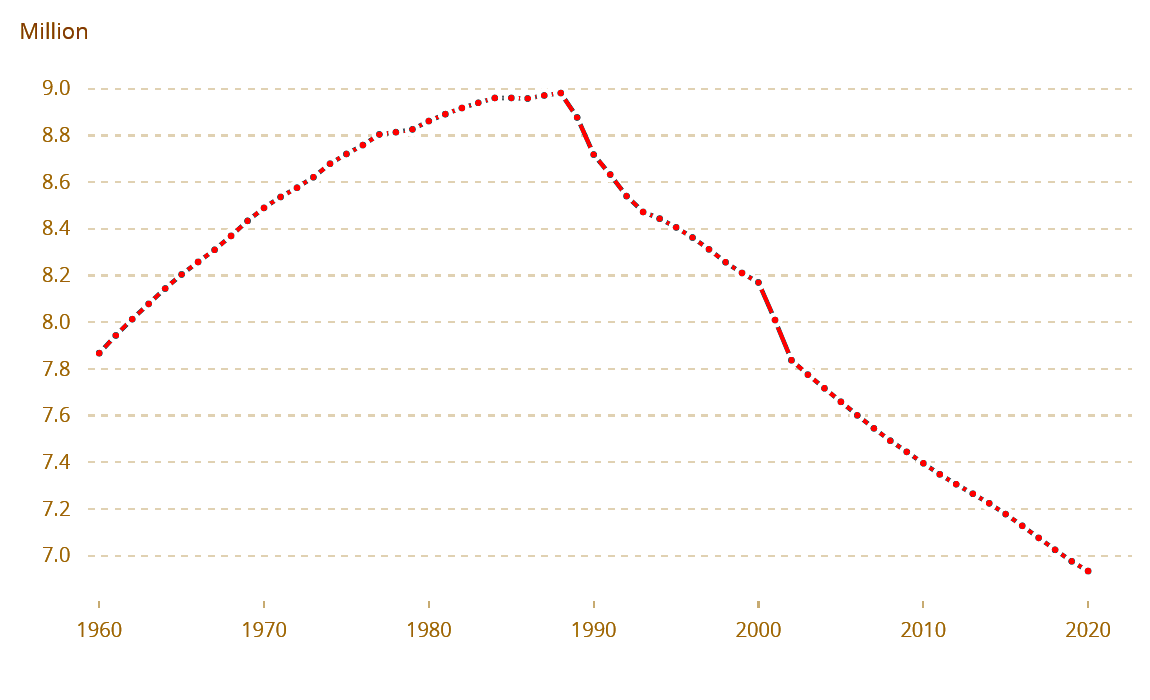

الافتقار السكاني (بالإنجليزية: underpopulation)‏ (أو انخفاض عدد السكان) لدى البشر هو انخفاض في عدد السكان ناتج عن أحداث مثل الاتجاهات الديموغرافية طويلة الأمد، كما هو الحال في تدني معدلات الخصوبة تحت مستوى التجديد، أو الانحلال الحضري، أو هروب البيض، أو الهجرة القروية، أو بسبب أعمال العنف أو المرض أو غيرها من الكوارث. ولكن، يمكن للافتقار السكاني أن يكون مفيدًا إلى حد كبير للمنطقة، إذ يخصص المزيد من الموارد للسكان الجدد، ويقلل من التنافس بينهم. بالإضافة إلى التخلص من مساوئ الاكتظاظ السكاني، مثل زيادة الزحام المروري، والتلوث، وأسعار العقارات، والدمار البيئي، وزيادة الطلب على الأراضي والطاقة. وقد تزداد ثروة الفرد في حالات الافتقار السكاني، بالإضافة إلى التحسن في مؤشرات جودة الحياة البيئية، مثل تحسين نوعية الهواء والماء، وإعادة التشجير، وعودة الأنواع المحلية، وإلخ. أُطلِقَ على الفوائد المصاحبة لانخفاض عدد السكان شعار «تقلّص وازدهر»، مع تشابه هذه المحاسن مع العصر المُذهب بعد الحرب الأهلية، والازدهار الاقتصادي بعد الحرب العالمية الأولى، والازدهار الاقتصادي بعد الحرب العالمية الثانية.

## الأسباب
يمكن أن يعود السبب في انخفاض عدد سكان منطقة ما بمرور الوقت إلى عدة عوامل؛ من ضمنها انخفاض معدلات الخصوبة عن مستوى التجديد (بالإضافة إلى الهجرة المحدودة)، والنزوح الكثيف، والأمراض، والمجاعة، والحرب. التاريخ مليء بأمثلة لحالات افتقار سكاني على نطاق واسع، فقد رافقت العديد من الحروب، على سبيل المثال، مع انخفاضات كبيرة في عدد السكان. قبل القرن العشرين، شوهِد الافتقار السكاني غالبًا بسبب المرض أو المجاعة أو الوباء أو النزوح. أدى كل من الموت الأسود في أوروبا، ووصول أمراض العالم القديم إلى الأمريكيتين، وغزو ذبابة تسي تسي لنجد ووتربرغ في جنوب أفريقيا، والمجاعة الأيرلندية الكبرى؛ أدى إلى انخفاضات ضخمة في عدد السكان. في العصر الحديث، تسبب وباء الإيدز في انخفاض عدد سكان بعض البلدان الأفريقية. وبشكل أقل تواترًا، يحصل الافتقار السكاني أيضًا بسبب الإبادة الجماعية أو الإعدام الجماعي؛ على سبيل المثال، في سبعينيات القرن العشرين، انخفض عدد سكان كمبوديا بسبب عمليات الإعدام واسعة النطاق التي ارتكبها الخمير الحمر.

## تناقص عدد السكان
في بعض الأحيان يُطبَق مصطلح «نقص السكان» على نظام اقتصادي محدد، فلا يشير إلى القدرة الاستيعابية، ولا يُستخدَم كمصطلح مناقض للزيادة السكانية التي تتعامل مع إجمالي عدد السكان الذين يمكن أن يحتويهم الغذاء المتاح والمياه والصرف الصحي وأدوات البنية التحتية الأخرى. عادةً ما يُعرَّف مصطلح «النقص السكاني» على أنه حالة ينخفض فيها عدد سكان بلد ما إلى الدرجة التي يعجزون فيها عن دعم نظامه الاقتصادي الحالي. وبالتالي، فلا علاقة للمصطلح بالجوانب البيولوجية للقدرة الاستيعابية، ولكنه مصطلح اقتصادي يستخدم للإشارة إلى احتمال فشل مخططات المدفوعات التحويلية في بعض البلدان النامية بمجرد انخفاض عدد السكان إلى نقطة معينة. مثال على ذلك هو إذا حصل المتقاعدون على الدعم من خلال نظام ضمان اجتماعي لا يستثمر المدخرات، ثم حدثت حركة نزوح كبيرة. في هذه الحالة، قد لا يتمكن الجيل الشاب من دعم الجيل الأكبر سنًا.

## تغيير الاتجاهات
بعد انتشار التنبؤات الرهيبة بقدوم اكتظاظ سكاني في ستينيات وسبعينيات القرن العشرين، وحصول العديد من التغيرات الاجتماعية الأخرى، اتجه عدد أكبر من الأزواج في العديد من البلدان إلى إنجاب عدد أقل من الأطفال. واليوم، يُعَد النزوح، وانخفاض معدلات الخصوبة عن مستويات التجديد، وارتفاع معدلات الوفيات في الاتحاد السوفيتي السابق وحلفائه السابقين؛ من الأسباب الرئيسية لانخفاض عدد سكان تلك البلاد. ومع ذلك، يمكن للحكومات التأثير على سرعة الانخفاض تلك، بما في ذلك اتخاذ تدابير لوقف أو إبطاء أو تعليق الانخفاض. وتشمل هذه التدابير السياسات والإعانات المؤيدة للإنجاب، وتأثير وسائل الإعلام، والهجرة، وتعزيز الرعاية الصحية والقوانين الهادفة إلى خفض معدلات الوفيات. طُبّقت بعض هذه الإجراءات في روسيا وأرمينيا والعديد من دول أوروبا الغربية التي استخدمت سياسات الهجرة وغيرها لتعليق أو إبطاء التراجع السكاني. لذلك، وعلى الرغم من أن الاتجاه طويل الأمد قد يكون نحو انخفاض أكبر في عدد السكان، فالاتجاهات قصيرة الأمد قد تبطئ من هذا الانخفاض أو حتى تعكسه، ما يخلق بيانات إحصائية متضاربة ظاهريًا. من الأمثلة المهمة على الاتجاهات المتغيرة التي تحدث على مدار قرن هو ما حدث في أيرلندا.

## تفسير البيانات الإحصائية
قد تكون البيانات الإحصائية، خاصةً تلك التي تقارن مجموعتين فقط من الأرقام، مضللة، وقد تتطلب تفسيرًا دقيقًا. على سبيل المثال، من الممكن لعدد سكان دولة ما أن يكون في تزايد، ولكن من الممكن أن يؤدي ظهور حدث وحيد ما إلى انخفاض قصير الأمد في عدد السكان؛ أو العكس. يمكن أيضًا للدول أن تحصل على أراضٍ أو أن تفقدها، ويمكن لمجموعات من الناس أن يحصلوا على جنسية أو يفقدونها، على سبيل المثال الأشخاص عديمي الجنسية، والسكان الأصليين، والمهاجرين غير الشرعيين، أو الأجانب المقيمين لفترة طويلة. ويمكن لعدم الاستقرار السياسي أن يجعل من الصعب إجراء تعداد سكاني في بعض المناطق. علاوة على ذلك، قد يرتفع عدد سكان بلد ما في فصل الصيف وينخفض في فصل الشتاء مع زيادة عدد الوفيات في فصل الشتاء في المناطق الباردة. يمكن أن تُظهر عمليات التعداد السكاني ذات الفواصل الزمنية الطويلة ارتفاعًا في عدد السكان رغم أن العدد في الحقيقة يكون قد بدأ بالانخفاض.
يستخدم القوميون البيض أدلة على انخفاض معدلات الولادة لدعم آرائهم المتطرفة ودعواتهم إلى العنف. ترتبط معدلات الخصوبة المنخفضة عمومًا بالزيادات الكبيرة في صحة السكان وطول العمر. لم تعد زيادة عدد السكان ضرورية للحفاظ على النمو الاقتصادي والحيوية الاجتماعية بسبب التطورات في الأتمتة والعمال الذين يعيشون حياة صحية أطول ويصلون إلى سن الشيخوخة. يتطلب انخفاض عدد السكان موارد نادرة أقل ويسبب تلويثًا أقل. عدد أقل من المُعالين يعني أنه يمكن  للأسر والمناطق والمجتمعات تحقيق استخدامات أكثر إنتاجية للموارد المتاحة وزيادة جودة حياتهم. بينما كانت هناك في الماضي مزايا لارتفاع معدلات الخصوبة، فإن هذا «العائد الديموغرافي» قد اختفى الآن إلى حد كبير.

## الهبوط السكاني المعاصر حسب البلد
هناك عدد من البلدان الآخذة في الانخفاض في عدد السكان، لا سيما سوريا والبوسنة والهرسك ولاتفيا وليتوانيا وجورجيا، مع معدل نمو يبلغ نحو (-1.5%).  من البلدان الأخرى التي تقل فيها أعداد السكان هي اليابان، ألبانيا، اليونان، بلغاريا، رومانيا، مولدوفا، أوكرانيا، فنزويلا، وبدرجة أقل: كوبا، غيانا، إسبانيا، البرتغال، إستونيا، روسيا البيضاء، أرمينيا، هنغاريا، صربيا، كرواتيا، الجبل الأسود. يقع العديد من هذه البلدان في أوروبا الشرقية.
تشمل البلدان التي تقترب بسرعة من انخفاض عدد السكان في الفترة ما بين 2020-2025 كلًا من ألمانيا وسلوفينيا.
يواجه الاتحاد الروسي أيضًا انخفاضًا طويل الأمد في عدد السكان، على الرغم من تعطيل هذا الاتجاه من خلال عكس معدلات المواليد المنخفضة والتحسينات في متوسط العمر المتوقع.
لعب مرض الإيدز دوراً في التراجع المؤقت لعدد السكان؛ ومع ذلك، تشير البيانات المتاحة إلى أنه حتى مع ارتفاع معدل الوفيات بسبب الإيدز، فإن معدلات الخصوبة في أفريقيا مرتفعة بما يكفي لاستمرار اتجاه الاكتظاظ السكاني. ساهم الإيدز في انفجار سكاني في أفريقيا، إذ تحولت الأموال من برامج خفض الخصوبة إلى أزمة فيروس مرض عوز المناعة البشرية؛ وازدادت معدلات الخصوبة في أفريقيا بالفعل خلال العقدَين الماضيين، وارتفع عدد السكان بنسبة تزيد عن 50%.